# Ньюман, Кайл
Кайл Ньюман — американский режиссёр, сценарист, продюсер, актёр.

## Личная жизнь
С 23 ноября 2007 года женат на актрисе кино и телевидения Джейми Кинг. У супругов двое сыновей — Джеймс Найт Ньюман (род. 6 октября 2013) и Лео Тэмз Ньюман (род. 16 июля 2015). В мае 2020 года Джейми Кинг подала на развод с Кайлом после 12 лет брака.
С 2020 года Ньюман состоит в отношениях с певицей Синтией Набозни. 17 февраля 2021 года у пары родился сын Этьенн Ноэл Ньюман.

## Фильмография
| Год       | Название                    | Оригинальное название                                   | Режиссёр   | Сценарист | Продюсер | Актёр | Роль                  | Примечания                  |
| --------- | --------------------------- | ------------------------------------------------------- | ---------- | --------- | -------- | ----- | --------------------- | --------------------------- |
| 1997      | —                           | The Cyclist                                             | Да         | Да        | Да       |       |                       | короткометражный фильм      |
| 1998      | —                           | Bitten by Love                                          | Да         | Да        | Да       |       |                       | короткометражный фильм      |
| 2000      | —                           | Drone                                                   | Да         | Да        | Да       |       |                       | короткометражный фильм      |
| 2004      | —                           | Artflick.001                                            | Да         | Да        |          |       |                       | короткометражный фильм      |
| 2004      | Возвращение в Сонную Лощину | The Hollow                                              | Да         |           |          | Да    | крутой старшеклассник | телефильм                   |
| 2009      | Фанаты                      | Fanboys                                                 | Да         |           |          |       |                       |                             |
| 2009—2010 | —                           | Spartacus: Blood and Sand — Motion Comic                | Да (2 эп.) |           |          |       |                       | мультсериал                 |
| 2010      | —                           | The Crazies                                             | Да (4 эп.) |           |          |       |                       | мультсериал                 |
| 2011      | —                           | Latch Key                                               |            |           | Да       | Да    | мистер Кайл           | короткометражный фильм      |
| 2012      | —                           | Ralph McQuarrie: Tribute to a Master                    |            |           | Да       |       |                       | короткометражный док. фильм |
| 2012      |                             | Summertime Sadness                                      | Да         |           |          |       |                       | музыкальный видеоклип       |
| 2013      | —                           | The Return of Return of the Jedi: 30 Years and Counting | Да         |           | Да       |       |                       | короткометражный фильм      |
| 2015      |                             | Style                                                   | Да         | Да        |          |       |                       | музыкальный видеоклип       |
| 2015      | Особо опасна                | Barely Lethal                                           | Да         |           |          |       |                       |                             |
| 2015      | Искатели                    | Raiders!: The Story of the Greatest Fan Film Ever Made  |            |           | Да       |       |                       | документальный фильм        |
| 2017      | Гномы в доме                | Gnome Alone                                             |            | Да        |          |       |                       | мультфильм                  |